# 1877 Marsden
Marsden (asteróide 1877) é um asteróide da cintura principal, a 3,1160491 UA. Possui uma excentricidade de 0,2105782 e um período orbital de 2 864,42 dias (7,85 anos).
Marsden tem uma velocidade orbital média de 14,99150187 km/s e uma inclinação de 17,54658º.
Esse asteróide foi descoberto em 24 de Março de 1971 por Cornelis van Houten.
O seu nome é uma homenagem ao astrónomo inglês Brian Marsden.